# Verolavecchia
Verolavecchia är en ort och kommun i provinsen Brescia i regionen Lombardiet i Italien. Kommunen hade 3 758 invånare (2018).